# Kasfjord
Kasfjord (nordsamiska: Gásvierda) är en tidigare tätort i Harstads kommun i Troms fylke i norra Norge. Orten ligger vid fylkesväg 7740, längst inne vid Kasfjorden, på den nordöstra delen av ön Hinnøya, nordväst om staden Harstad.
Sedan 2013 räknas orten inte längre som en tätort.
Tidigare har orten tillhört dåvarande Trondenes kommun.